# Liste öffentlicher Kneipp-Anlagen in Sachsen
In der Liste öffentlicher Kneipp-Anlagen in Sachsen sind Kneipp-Anlagen in Sachsen aufgeführt. Sie ist primär nach Orten sortiert, unabhängig davon, ob es sich um Ortsteile, Gemeinden oder Städte handelt. Kneipp-Anlagen können laut Kneipp-Bund in Form von Wassertretanlagen oder Armbecken vorliegen und unterliegen grundsätzlich nicht der Trinkwasserverordnung. Kneipp-Anlagen werden häufig künstlich angelegt. Daneben gibt es in den natürlichen Verlauf von Fließgewässern eingebettete Wassertretstellen. Kneippen ist eine Behandlungsmethode der Hydrotherapie, die auf der Grundlage von Sebastian Kneipp angewendet wird. Hierbei wird in kaltem Wasser auf der Stelle geschritten. In Armbecken werden die Arme bis zur Mitte der Oberarme ins kalte Wasser getaucht. Der Artikel ist Teil der übergeordneten Liste öffentlicher Kneipp-Anlagen in Deutschland. Die Liste erhebt keinen Anspruch auf Vollständigkeit.

## Liste
Derzeit sind in Sachsen neun öffentliche Kneipp-Anlagen erfasst:
| Bild | Ort                | Kreis                            | Beschreibung | ↴ Zufluss / ↳ Abfluss   | Standort                         |
| --- | ------------------ | -------------------------------- | --- | ----------------------- | -------------------------------- |
| Bild gesucht Die Wikipedia wünscht sich an dieser Stelle ein Bild vom hier behandelten Ort. Motiv: Kneipp-Anlage Bad Schandau Falls du dabei helfen möchtest, erklärt die Anleitung , wie das geht. BW       | Bad Schandau       | Sächsische Schweiz-Osterzgebirge | Wassertretbecken Bad Schandau                                                                                     | ↴↳ Kirnitzsch           | ⊙ Kirnitzschtalstraße/ Kurpark   |
| Bild gesucht Die Wikipedia wünscht sich an dieser Stelle ein Bild vom hier behandelten Ort. Motiv: Kneipp-Anlage Chemnitz-Einsiedel Falls du dabei helfen möchtest, erklärt die Anleitung , wie das geht. BW | Chemnitz-Einsiedel | Chemnitz                         | Wassertretbecken Einsiedel                                                                                        | ↴↳ Zwönitz              | ⊙ Umgehungsstraße/ Lehmgrubenweg |
| Bild gesucht Die Wikipedia wünscht sich an dieser Stelle ein Bild vom hier behandelten Ort. Motiv: Kneipp-Anlage Hartenstein Falls du dabei helfen möchtest, erklärt die Anleitung , wie das geht. BW        | Hartenstein        | Landkreis Zwickau                | Kneippbecken am Tieftalweg                                                                                        | ↴↳ Talsperre Eibenstock | ⊙ Tieftalweg                     |
| Bild gesucht Die Wikipedia wünscht sich an dieser Stelle ein Bild vom hier behandelten Ort. Motiv: Kneipp-Anlage Hintergersdorf Falls du dabei helfen möchtest, erklärt die Anleitung , wie das geht. BW     | Hintergersdorf     | Sächsische Schweiz-Osterzgebirge | Kneipp-Anlage an der Lindenhofquelle bei Hintergersdorf beim Kurort Hartha                                        | ↴ Lindenhofquelle       | ⊙ Hirschstange                   |
| Bild gesucht Die Wikipedia wünscht sich an dieser Stelle ein Bild vom hier behandelten Ort. Motiv: Kneipp-Anlage Neudorf Falls du dabei helfen möchtest, erklärt die Anleitung , wie das geht. BW            | Neudorf            | Erzgebirgskreis                  | Kneipp-Anlage bei Sehmatal-Neudorf                                                                                |                         | ⊙                                |
| (weitere Bilder) | Oberwiesenthal     | Erzgebirgskreis                  | Arm-Kneipp-Anlage im Naturpark Erzgebirge/Vogtland im Fauna-Flora-Habitat-Gebiet Fichtelbergwiesen am Fichtelberg |                         | Fichtelbergwiesen                |
| (weitere Bilder) | Pobershau          | Erzgebirgskreis                  | Kneipp-Anlage am Grünen Graben                                                                                    | ↴↳ Grüner Graben        | ⊙ Katzensteinweg/ Grüner Graben  |
| Bild gesucht Die Wikipedia wünscht sich an dieser Stelle ein Bild vom hier behandelten Ort. Motiv: Kneipp-Anlage Stützengrün Falls du dabei helfen möchtest, erklärt die Anleitung , wie das geht. BW        | Stützengrün        | Erzgebirgskreis                  | Kneipp-Anlage Marienweg                                                                                           | ↴↳ Talsperre Eibenstock | ⊙ Marienweg                      |
| (weitere Bilder) | Wildenthal         | Erzgebirgskreis                  | Kneippanlage am alten Mittenwaldfreibad Wildenthal                                                                | ↴↳ Mühlgraben           | ⊙ Mittenwaldfreibad              |